# NGC 5334
NGC 5334 (również IC 4338, PGC 49308 lub UGC 8790) – galaktyka spiralna z poprzeczką (SBc), znajdująca się w gwiazdozbiorze Panny. Odkrył ją William Herschel 15 kwietnia 1787 roku.
W 2003 roku w galaktyce tej zaobserwowano rozbłysk skatalogowany jako supernowa SN 2003gm, jednak najprawdopodobniej był to rozbłysk gwiazdy typu eta Carinae.